# Lichtgevoelige weerstand

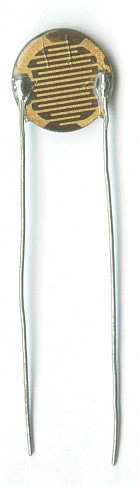
LDR

Een lichtgevoelige weerstand of LDR (light-dependent resistor) is een elektrische component waarvan de weerstand beïnvloed wordt door de hoeveelheid licht die erop valt.
De weerstandswaarde van een LDR wordt kleiner, naarmate de LDR sterker wordt belicht. Hierdoor kan de waarde van de weerstand sterk variëren. Het gebruikte materiaal is meestal cadmiumsulfide, de weerstand in onbelichte toestand (donkerweerstand) bedraagt 1-10 MΩ, terwijl de weerstand bij belichting (lichtweerstand) (afhankelijk van het type en de hoeveelheid licht) 75-300 Ω is.
LDR's reageren tamelijk traag. Met name het opbouwen van de donkerweerstand heeft een halfwaardetijd in de grootteorde van enige honderden milliseconden. 

## Principe
De lichtgevoelige weerstand is gebaseerd op het foto-elektrisch effect: licht (fotonen) valt op elektronen die zich in de valentieband bevinden. Het elektron neemt de energie op en verkrijgt hierdoor voldoende energie om de verboden zone te overbruggen en van de valentieband naar de geleidingsband te springen. Daarmee is het elektron niet langer aan zijn atoom gebonden en beweegt als vrij elektron in het kristalrooster. Dit vrije elektron draagt bij aan de verhoging van de elektrische geleiding van de LDR (de verlaging van de weerstand).

## Kwaliteit, voor- en nadelen
LDR's verouderen vrij snel. De veroudering leidt ertoe dat de weerstand bij belichting steeds hoogohmiger wordt. 
Voordelen
- Goedkoop
- Zeer sterke signalen mogelijk: LDR's verdragen onbelicht spanningen tot 100 volt en meer, waardoor met name direct aan de netspanning gekoppelde schakelingen zeer eenvoudig gehouden kunnen worden
- Zeer geschikt voor elektronica-experimenteerdozen voor kinderen. Door het zeer sterke uitgangssignaal kan bijvoorbeeld direct een led ingeschakeld worden

Nadelen
- Snelle veroudering
- Grote toleranties in de elektrische waarden
- Cadmiumsulfide, het materiaal waaruit de LDRs zijn opgebouwd is zeer giftig en bij onjuiste afvoer van de elektronika waarin een LDR is ingebouwd ontstaat een milieuprobleem.

Toepassingen
- Elektronica-experimenteerdozen
- Lichtdetectorbewegingsmelders (tegenwoordig worden daarin vrijwel altijd fotodioden toegepast, die samen met de PIR-detector op een speciaal IC worden aangesloten.
- Schakelaar voor nacht(neon)lamp